# Fevillea bahiensis
Fevillea bahiensis är en gurkväxtart som beskrevs av G.L.Rob. och Wunderlin. Fevillea bahiensis ingår i släktet Fevillea och familjen gurkväxter. Inga underarter finns listade i Catalogue of Life.